# Мігель Альмірон
Мігель Альмірон (ісп. Miguel Almirón; нар. 10 лютого 1994, Асунсьйон) — парагвайський футболіст, фланговий півзахисник англійського клубу «Ньюкасл Юнайтед» та національної збірної Парагваю.
Виступав, зокрема, за клуби «Серро Портеньйо» та «Ланус».

## Клубна кар'єра
Народився 10 лютого 1994 року в місті Асунсьйон. Вихованець футбольної школи клубу «Серро Портеньйо». Дорослу футбольну кар'єру розпочав 2013 року в основній команді того ж клубу, в якій провів два сезони, взявши участь у 39 матчах чемпіонату.
До складу клубу «Ланус» приєднався 2015 року. Відтоді встиг відіграти за команду з Лануса 35 матчів у національному чемпіонаті.
З 2017 по 2019 захищав кольори американського клубу «Атланта Юнайтед».
З 2019 виступає за англійський «Ньюкасл Юнайтед» уклавши контракт на п’ять з половиною років. У Прем'єр-лізі дебютував 11 лютого в матчі проти «Вулвергемптон Вондерерз» гра завершилась внічию 1–1, а Мігель відіграв останні 18 хвилин замінивши Крістіана Атсу. 20 квітня в матчі проти «Саутгемптону» під час зіткнення з Оріолем Ромеу отримав травму підколінного сухожилля, через що вибув до кінця сезону.
21 грудня 2019 року Альмірон забив свій перший в переможній грі 1–0 проти «Крістал Пелес». За підсумками другого сезону півзахисник мав в активі вісім голів в усіх турнірах.
6 лютого 2021 року Мігель став автором дублю в переможній домашній грі 3–2 проти клубу «Саутгемптон».

## Виступи за збірні
У 2010 році Альмірон відіграв десять матчів за юнацьку збірну Парагваю U-17 в яких відзначився сімома голами.
Протягом 2013—2015 років залучався до складу молодіжної збірної Парагваю. На молодіжному рівні зіграв у 16 офіційних матчах.
2015 року дебютував в офіційних матчах у складі національної збірної Парагваю.
У складі збірної був учасником Кубка Америки 2016 року в США.
Наразі провів у формі головної команди країни 43 матчі.

## Статистика виступів

### Статистика клубних виступів
Станом на станом на 4 лютого 2023
| Команда           | Сезон             | Ліга                         | Ліга | Ліга  | Національний кубок | Національний кубок | Кубок Ліги | Кубок Ліги | Континентальні кубки | Континентальні кубки | Усього | Усього |
| Команда           | Сезон             | Дивізіон                     | Ігор | Голів | Ігор               | Голів              | Ігор       | Голів      | Ігор                 | Голів                | Ігор   | Голів  |
| ----------------- | ----------------- | ---------------------------- | ---- | ----- | ------------------ | ------------------ | ---------- | ---------- | -------------------- | -------------------- | ------ | ------ |
| Серро Портеньйо   | 2013              | Прімера Дивізіон             | 6    | 1     | 0                  | 0                  | 0          | 0          | 0                    | 0                    | 6      | 1      |
| Серро Портеньйо   | 2014              | Прімера Дивізіон             | 14   | 0     | 0                  | 0                  | 0          | 0          | 1                    | 0                    | 15     | 0      |
| Серро Портеньйо   | 2015              | Прімера Дивізіон             | 19   | 5     | 0                  | 0                  | 0          | 0          | 1                    | 0                    | 20     | 5      |
| Серро Портеньйо   | Разом             | Разом                        | 39   | 6     | 0                  | 0                  | 0          | 0          | 2                    | 0                    | 41     | 6      |
| Ланус             | 2015              | Прімера Дивізіон (Аргентина) | 10   | 0     | 1                  | 0                  | 0          | 0          | 3                    | 1                    | 14     | 1      |
| Ланус             | 2016              | Прімера Дивізіон             | 13   | 3     | 2                  | 0                  | 0          | 0          | 2                    | 0                    | 17     | 3      |
| Ланус             | 2016–17           | Прімера Дивізіон             | 12   | 0     | 2                  | 0                  | 0          | 0          | 0                    | 0                    | 14     | 0      |
| Ланус             | Разом             | Разом                        | 35   | 3     | 5                  | 0                  | 0          | 0          | 5                    | 1                    | 45     | 4      |
| Атланта Юнайтед   | 2017              | Major League Soccer          | 30   | 9     | 1                  | 0                  | 1          | 0          | –                    | –                    | 32     | 9      |
| Атланта Юнайтед   | 2018              | Major League Soccer          | 32   | 12    | 1                  | 0                  | 5          | 1          | –                    | –                    | 38     | 13     |
| Атланта Юнайтед   | Разом             | Разом                        | 62   | 21    | 2                  | 0                  | 6          | 1          | –                    | –                    | 70     | 22     |
| Ньюкасл Юнайтед   | 2018–19           | Прем'єр-ліга                 | 10   | 0     | 0                  | 0                  | 0          | 0          | –                    | –                    | 10     | 0      |
| Ньюкасл Юнайтед   | 2019–20           | Прем'єр-ліга                 | 36   | 4     | 6                  | 4                  | 0          | 0          | –                    | –                    | 42     | 8      |
| Ньюкасл Юнайтед   | 2020–21           | Прем'єр-ліга                 | 34   | 4     | 1                  | 0                  | 4          | 1          | –                    | –                    | 39     | 5      |
| Ньюкасл Юнайтед   | 2021–22           | Прем'єр-ліга                 | 30   | 1     | 1                  | 0                  | 1          | 0          | –                    | –                    | 32     | 1      |
| Ньюкасл Юнайтед   | 2022–23           | Прем'єр-ліга                 | 21   | 10    | 1                  | 0                  | 5          | 0          | –                    | –                    | 27     | 10     |
| Ньюкасл Юнайтед   | Разом             | Разом                        | 131  | 18    | 9                  | 4                  | 10         | 1          | –                    | –                    | 150    | 23     |
| Усього за кар'єру | Усього за кар'єру | Усього за кар'єру            | 267  | 48    | 16                 | 4                  | 16         | 2          | 7                    | 1                    | 306    | 55     |

## Титули і досягнення
Серро Портеньйо
- Прімера Дивізіон (Парагвай): 2013 Клаусура, 2015 Апертура

Ланус
- Прімера Дивізіон (Аргентина): 2016
- Кубок Двохсотрічна: 2016
- Суперкубок Аргентини: 2016

Атланта Юнайтед
- Кубок МЛС: 2018

Індивідуальні
- Гравець року в Парагваї (ABC Color): 2017, 2018[16]
- Гравець року в Парагваї (Public): 2017[16]
- MLS Best XI: 2017, 2018[17]
- MLS новачок року: 2017[18]
- Матч всіх зірок МЛС: 2017,[19] 2018[20]
- Гравець місяця MLS: квітень 2018[21]
- Гол місяця англійської Прем'єр-ліги: Квітень 2022[22]